# Nanango Weir
Nanango Weir är en dammbyggnad i Australien. Den ligger i kommunen South Burnett och delstaten Queensland, omkring 140 kilometer nordväst om delstatshuvudstaden Brisbane.
Närmaste större samhälle är Nanango, nära Nanango Weir.
I omgivningarna runt Nanango Weir växer huvudsakligen savannskog. Runt Nanango Weir är det mycket glesbefolkat, med 5 invånare per kvadratkilometer. Genomsnittlig årsnederbörd är 946 millimeter. Den regnigaste månaden är januari, med i genomsnitt 179 mm nederbörd, och den torraste är augusti, med 26 mm nederbörd.